# Gymnelus andersoni
Gymnelus andersoni és una espècie de peix de la família dels zoàrcids i de l'ordre dels perciformes.

## Morfologia
- Els mascles poden assolir 14 cm de longitud total i les femelles 13,2.[4]

## Hàbitat
És un peix marí i d'aigües profundes que viu entre 27-300 m de fondària.

## Distribució geogràfica
Es troba a l'oceà Àrtic.

## Observacions
És inofensiu per als humans.